# Dybków
Dybków – wieś w Polsce położona w województwie podkarpackim, w powiecie przeworskim, w gminie Sieniawa. Obejmuje powierzchnię 456 ha.
Wieś Dypkow należąca do miasta Jarosławia położona była na przełomie XVI i XVII wieku w powiecie przemyskim ziemi przemyskiej województwa ruskiego. W latach 1975–1998 miejscowość administracyjnie należała do województwa przemyskiego.

## Części wsi
| SIMC    | Nazwa     | Rodzaj     |
| ------- | --------- | ---------- |
| 0611229 | Biedaczów | przysiółek |

## Historia
Najstarsze wzmianki o Dybkowie pochodzą z XV wieku, gdy wieś była wymieniana jako własność Jana Morawy wójta Tapina. W 1569 roku Dybków stał się posiadłością Jana Kostki poprzez małżeństwo z Zofią Odrowąż. W 1571 roku Kostkowie ufundowali kościół drewniany, a w 1602 roku została erygowana parafia rzymskokatolicka. W 1624 roku kościół został zniszczony podczas najazdu tatarskiego, jednak staraniem córki Katarzyny, która w 1693 roku została zaślubiona z Adamem Hieronimem Sieniawskim, kościół został odbudowany. Według dokumentu wydanego w Brzeżanach w 1629 roku, w Dybkowie istniały: kościół parafialny, plebania z ogrodem, ruska cerkiew, szkoła, dom wójta, folwark i trzy stawy. W 1647 roku Katarzyna Sieniawska ufundowała szpital dla ubogich. Dybków był ośrodkiem dóbr własności Sieniawskich nad Sanem.
Wieś Dybków była wzmiankowana w Regestrach poborowych, które zapisali poborcy podatkowi ziemi przemyskiej w latach: 1515 roku (wieś posiadała 4 łanów kmiecych), 1589 roku, 1628, 1651, 1658. W 1674 roku w Dybkowie było 38 domów i folwark z 15 domami zarządzany przez Orlickiego. 
W 1674 roku w Dybkowie istniała cerkiew z popem (cum popone).
Około 1650 roku z powodu niestabilnej sytuacji politycznej na wschodzie, na wzgórzu wzniesiono ceglaną fortecę o nazwie „Sieniawa”, zabezpieczoną bastionami i nasypami ziemnymi, w której stacjonowała prywatna dragonia, broniąca pobliskich posiadłości Sieniawskich. W II połowie XVII wieku nastąpił intensywny rozwój Dybkowa, zrealizowano liczne projekty, inwestycje i zmiany w układzie przestrzennym. W 1676 roku z wydzielonego terytorium Dybkowa, w kierunku Sanu, utworzono Sieniawę, która otrzymała prawa miejskie.
W 1899 roku w Dybkowie wybrano zwierzchność gminną, której naczelnikiem został Michał Hlek, a w 174 domach było 924 mieszkańców. W 1945 roku na Ukrainę wysiedlono 91 osób z 49 domów. 
W latach 1954–1960 Dybków należał do Gromady Leżachów, a po jej zniesieniu w latach 1960–1972 do Gromady Sieniawa. Od 1973 roku Dybków należy do Gminy Sieniawa.

## Zabytki
We wsi znajdują się dwie zabytkowe kapliczki, jedna z XIX w. i jedna w przełomu XVIII i XIX w..

## Osoby związane z miejscowością
- ks. Tadeusz Wawryszko – kanonik biecki, ppor. Wojska Polskiego, kapelan strażaków powiatu jasielskiego.